# フローリン・ニツァ
フローリン・コンスタンティン・ニツァ（Florin Constantin Niţă、1987年7月3日 - ）は、ルーマニア・ブカレスト出身のサッカー選手。サウジ・プロフェッショナルリーグ・ダマクFC所属。ルーマニア代表。ポジションはゴールキーパー。

## 経歴

### クラブ

#### コンコルディア・キアジナ
2007年1月にコンコルディア・キアジナBから2年前にリーガ2(2部)からリーガ1(1部)へと昇格したばかりのコンコルディア・キアジナへとクラブ内昇格を果たした。しばらくは出場機会は無く、トップチーム初出場は2010-11シーズンの開幕戦・ユヴェントス・ブカレスト戦。フル出場し2失点したものの、チームは3-2で勝利した。翌年からは守護神としてチームをけん引した。

#### ステアウア・ブカレスト
2013年1月1日、国内の強豪であるステアウア・ブカレストへとフリー移籍。移籍後2シーズンはベンチを温める日々が続いた。2014-15シーズンにはリーグ戦とカップ戦を制し二冠を達成。その後は徐々に出場機会を増やしていき、2017-18シーズンにはリーガ1で21試合出場するなど、チームの主力となった。また、このシーズンでは無敗であったものの、勝ち点僅差でCFRクルジュに優勝を取られ、2位でフィニッシュとなった。

#### スパルタ・プラハ
2018年1月31日、HETリガに所属するスパルタ・プラハへと移籍した。

#### ガズィアンテプ
2023年9月9日、ガズィアンテプFKに1年契約で移籍した。

#### ダマクFC
2024年、サウジ・プロフェッショナルリーグ・ダマクFCへ加入。

### 代表
2018年9月から行われるUEFAネーションズリーグのリーグC・グループ4を戦うルーマニア代表に選出されたが、出番はなかった。その後、2018年3月24日に行われたイスラエル戦で代表デビューした。
2024年6月7日、UEFA EURO 2024のメンバーに選出された。同大会では正GKとして出場し、初戦のウクライナ戦では好プレーを連発し勝利に貢献。その後の試合も好守を連発し、チームのグループリーグ突破に貢献した。

## タイトル

### クラブ

#### ステアウア・ブカレスト
- リーガ1 : 2回（2013-14, 2014-15）
- クパ・ロムニエイ :1回（2014-15）
- スーペルクパ・ロムニエイ :1回（2013）
- クパ・リギー : 2回（2014-15, 2015-16）

#### スパルタ・プラハ
- チェコ1部リーグ :1回（2022-23）
- ポハール・チェスケー・ポシュスティ :1回（2019-20）

### 個人
- リーガ1ベストイレブン : 1回（2016-17)